# TT39
La tombe thébaine TT 39 est située à el-Khokha, dans la nécropole thébaine, sur la rive ouest du Nil, face à Louxor en Égypte.
C'est la sépulture de Pouimrê, second prophète d'Amon durant les règnes d'Hatchepsout et de Thoutmôsis III. Pouimrê est le fils de Pouia et de Néfer-Iah. Il a deux épouses, Tanefert et Sensonb, laquelle est la fille du premier prophète d'Amon Hapouseneb ; elle est divine adoratrice d'Amon.

## Galerie

Décorations de la tombe TT39
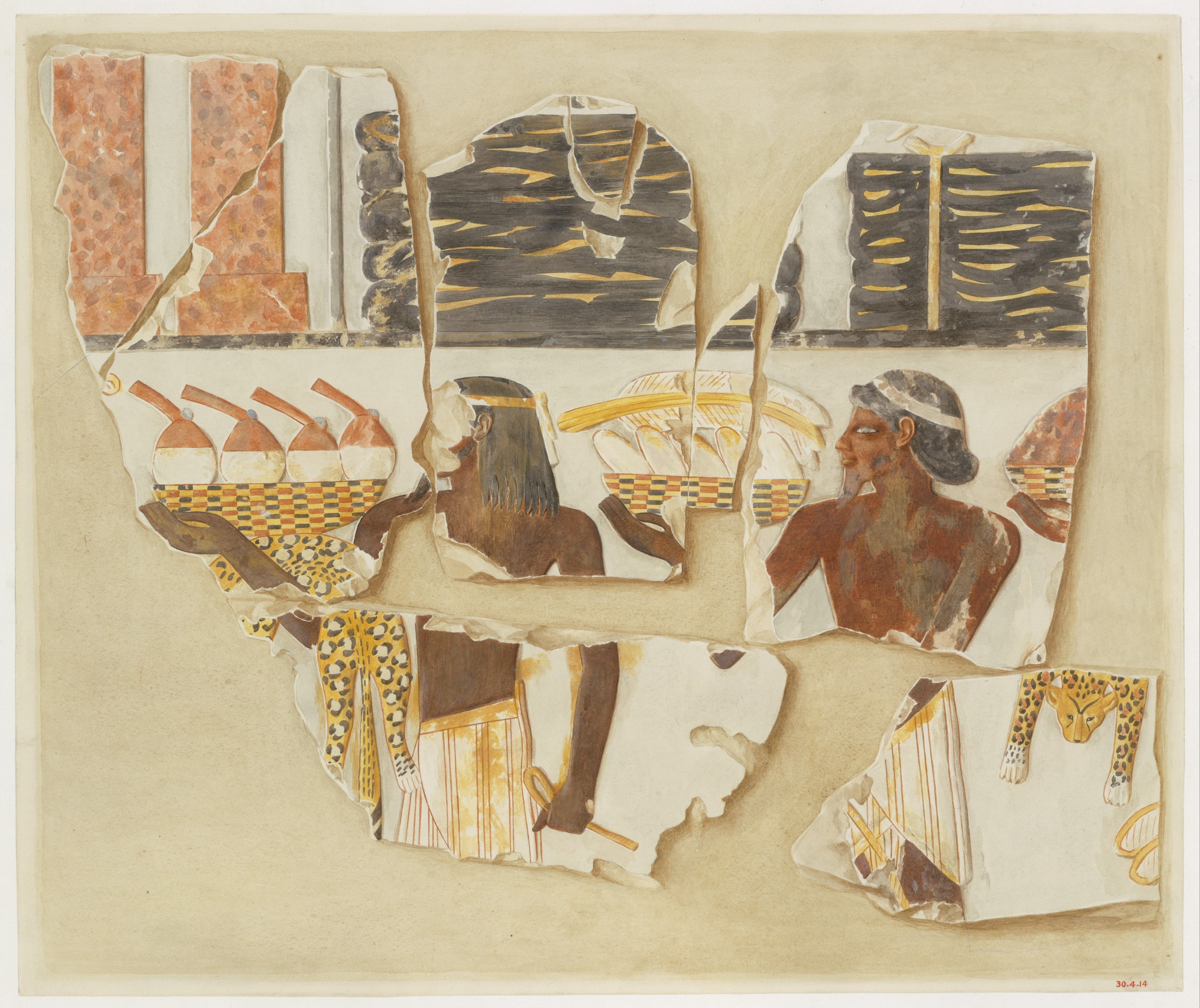
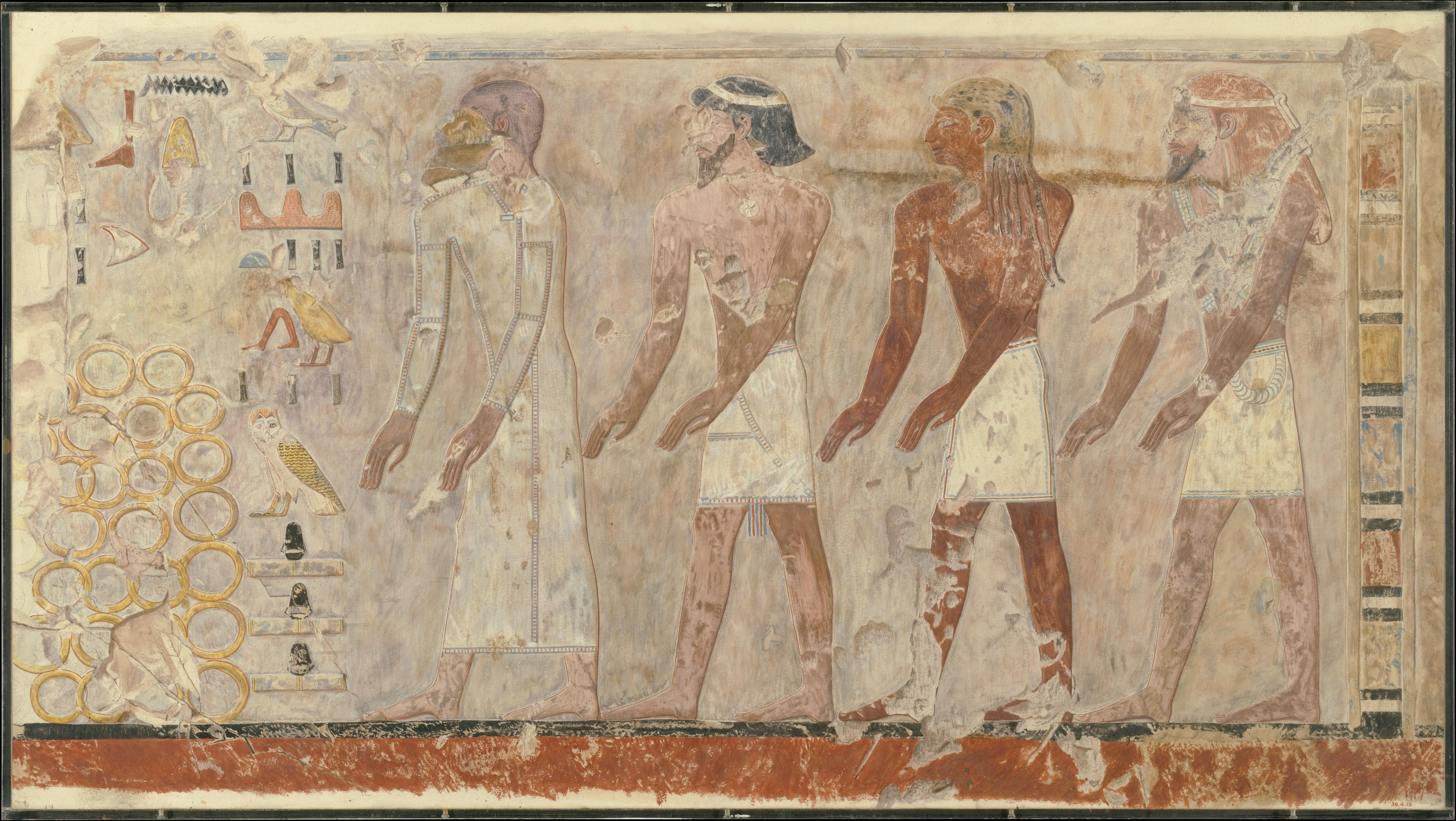
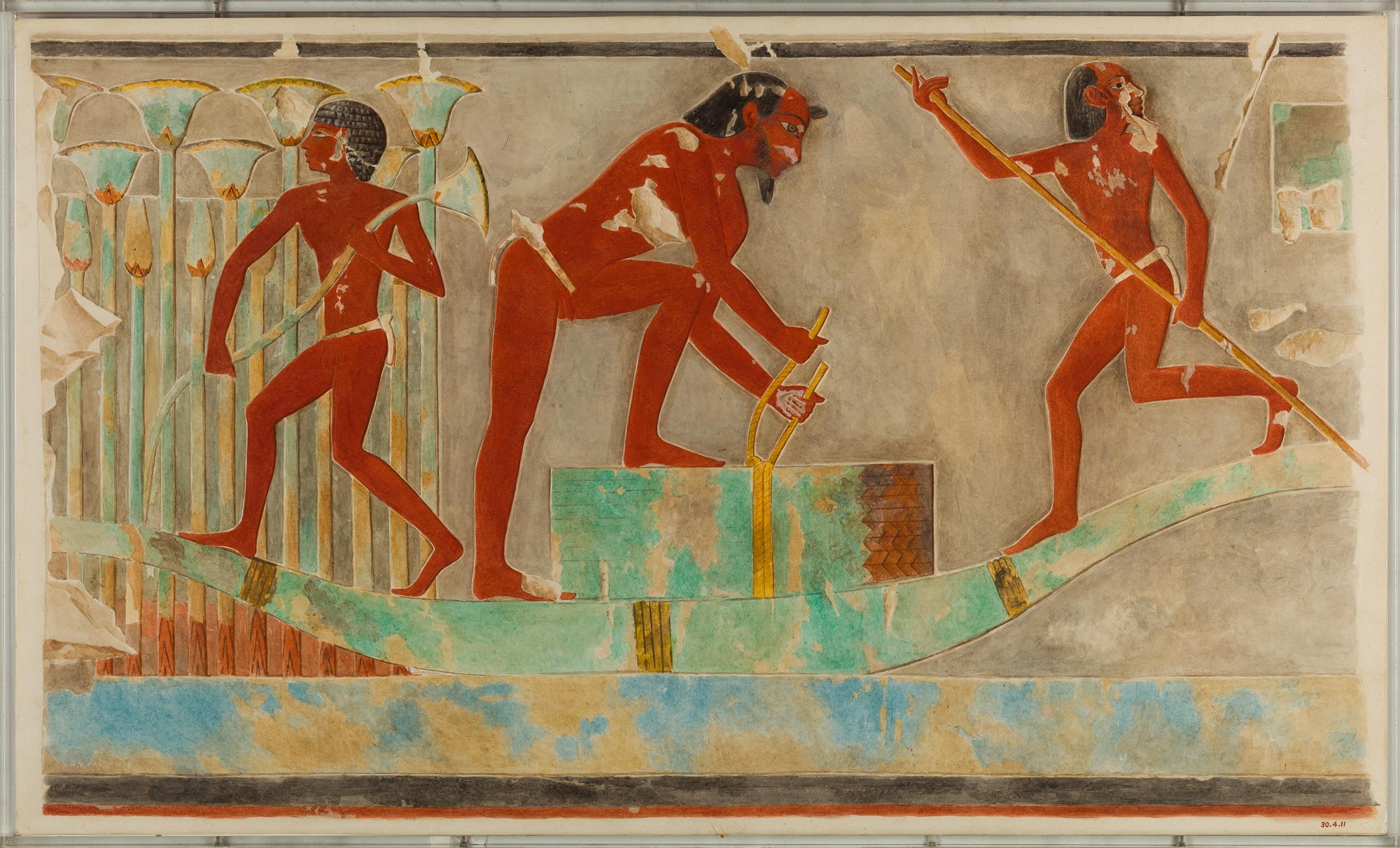
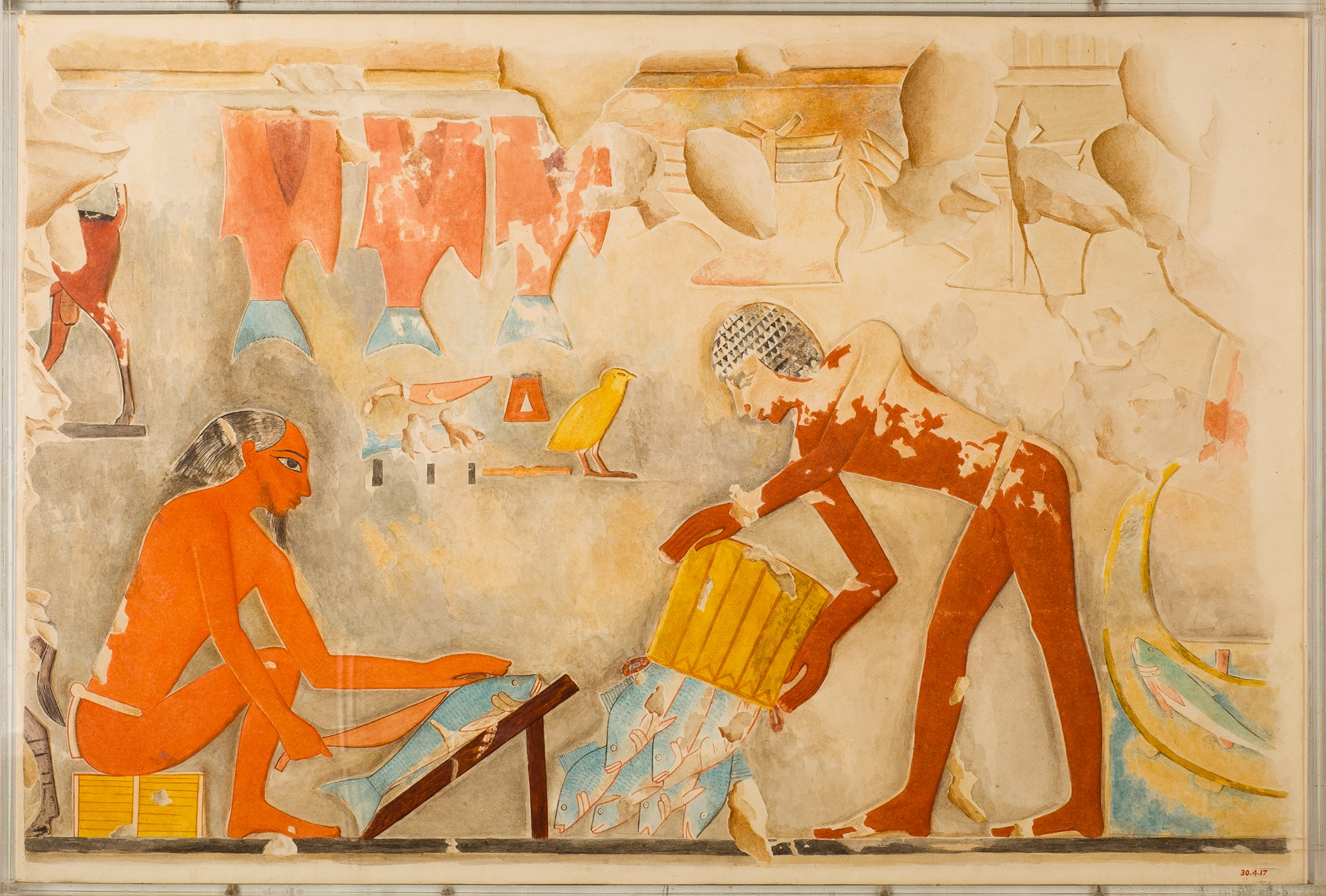
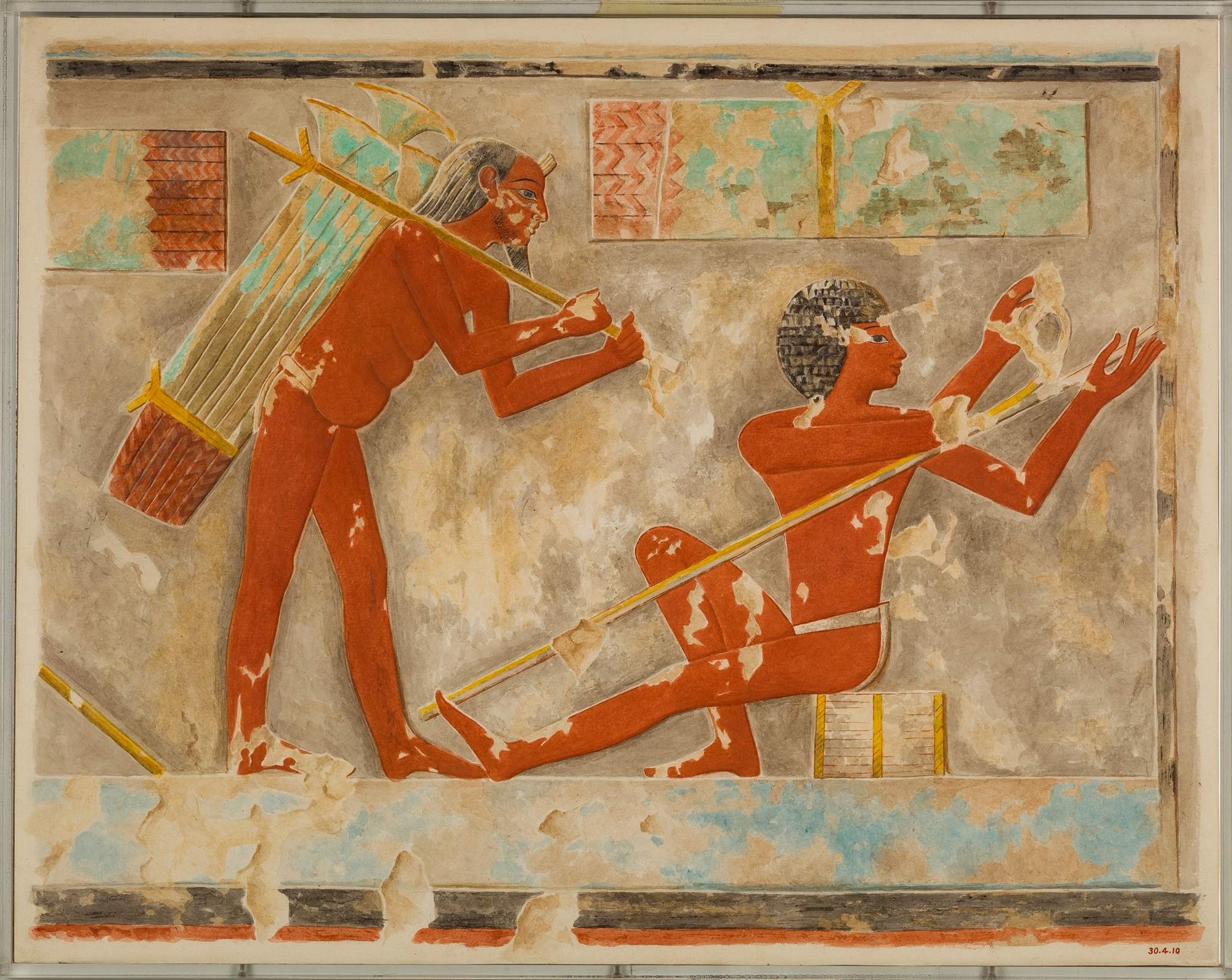
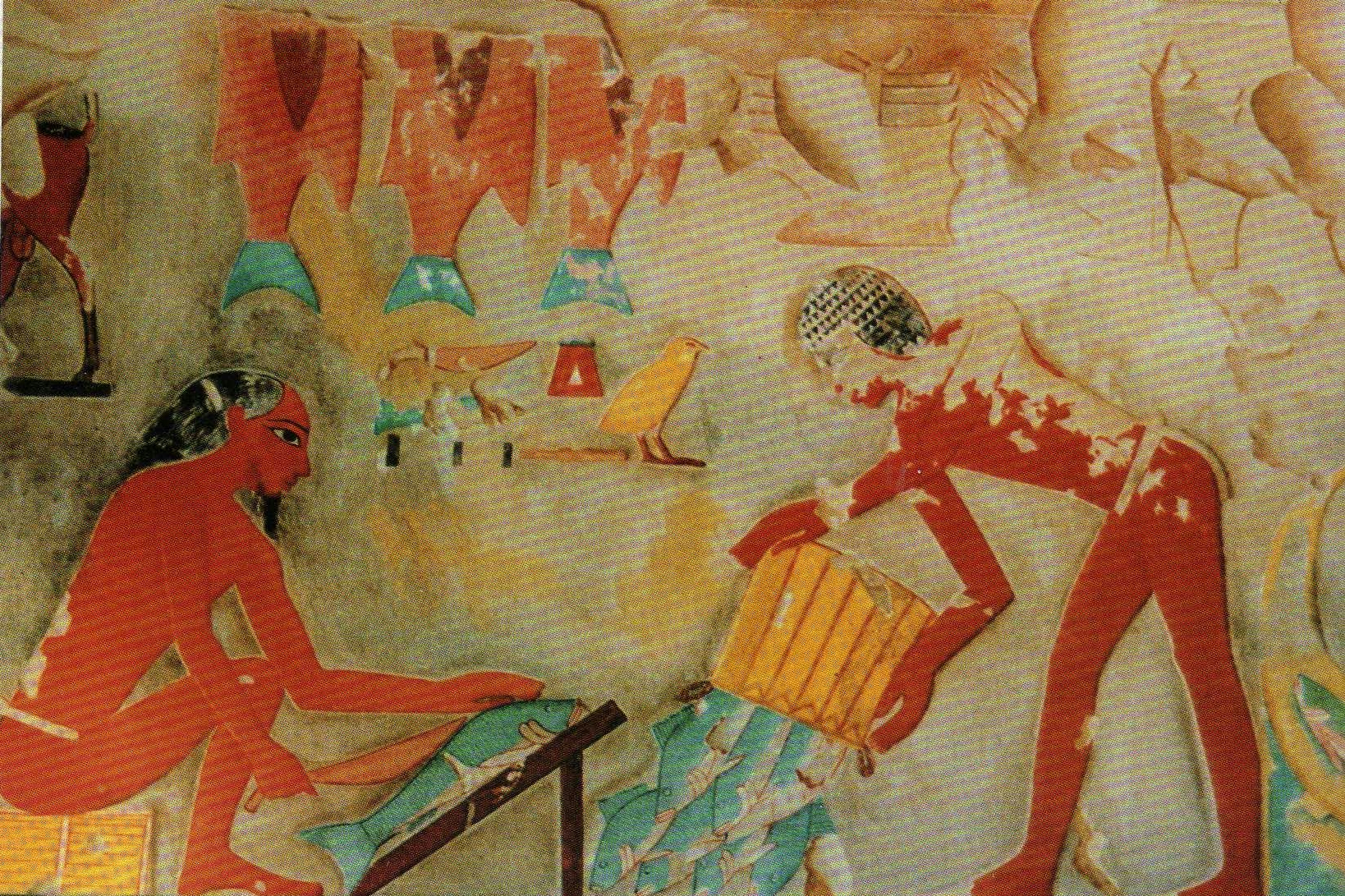